# NGC 817
NGC 817 је спирална галаксија у сазвежђу Ован која се налази на NGC листи објеката дубоког неба.
Деклинација објекта је + 17° 12' 7" а ректасцензија 2h 7m 33,6s. Привидна величина (магнитуда) објекта NGC 817 износи 13,2 а фотографска магнитуда 14,1. NGC 817 је још познат и под ознакама UGC 1611, MCG 3-6-33, CGCG 461-47, IRAS 02048+1657, PGC 8109.